# Pavel Grudinin

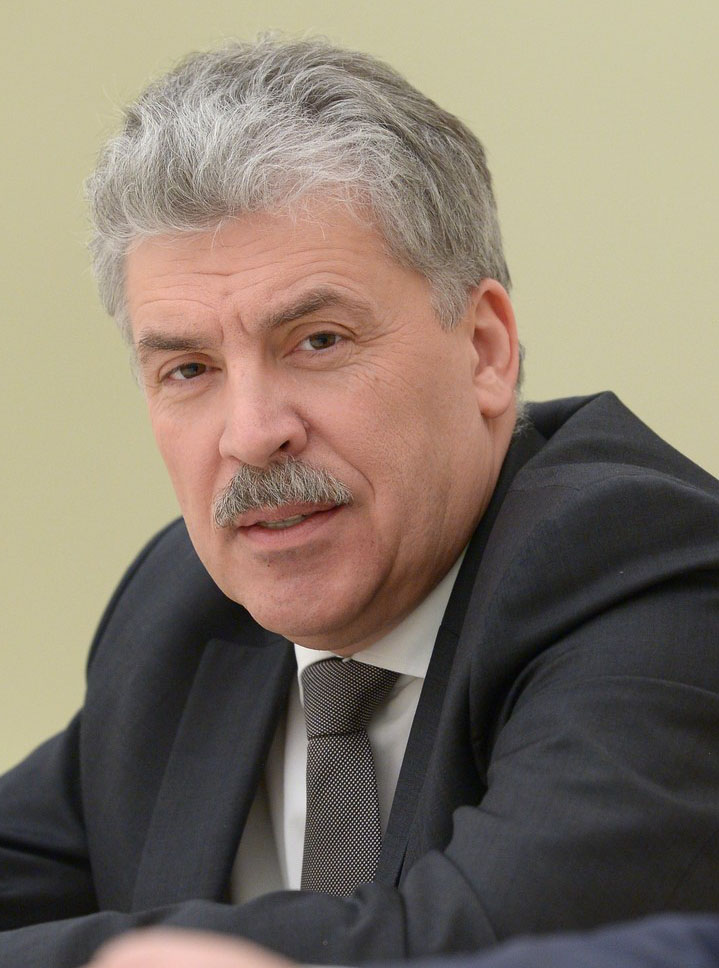
Pavel Grudinin

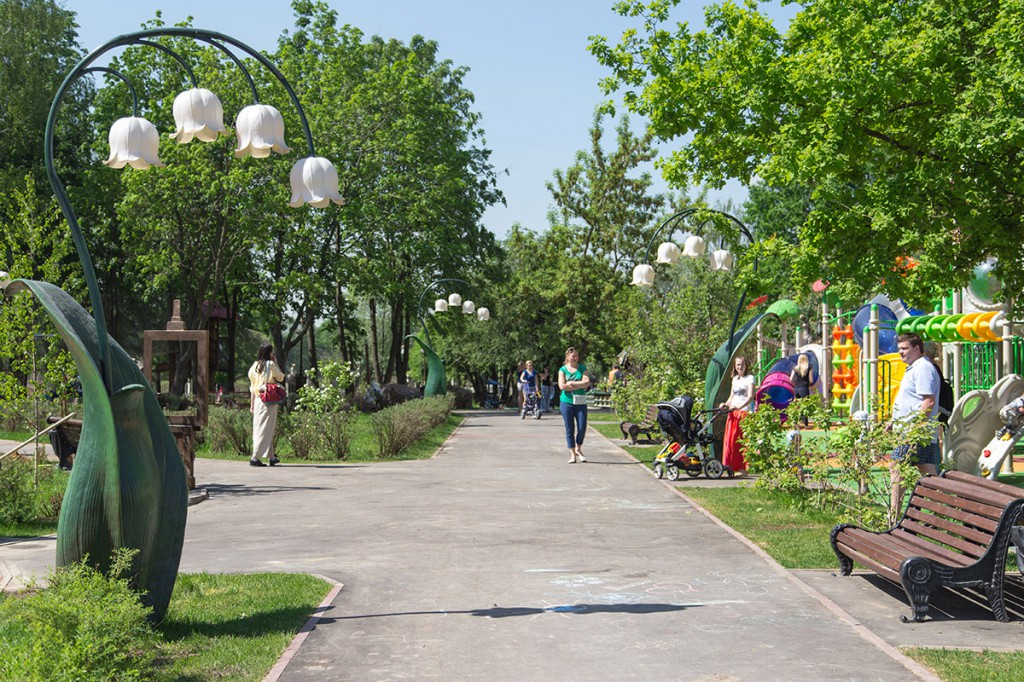
Den parkliknande idyllen i sovchosens brukssamhälle.

Pavel Nikolajevitj Grudinin (ryska: Павел Николаевич Грудинин), född 20 oktober 1960 i Sovjetunionen, är en rysk affärsman och kommunistisk politiker. Grudinin var ryska kommunistpartiets presidentkandidat i valet 2018. 
När Grudinin ville ställa upp i parlamentsvalet 19 september 2021 blev han förbjuden, anklagad för att äga mark utomlands.
Redan efter studierna började Grudinin arbeta på Lenin-sovchosen, ett statligt jordbruksföretag utanför Moskva, där han så småningom avancerade och sedan 1995 är direktör. Till företaget hör ett brukssamhälle med 4 000 invånare.